# Carlos Manuel Marques da Silva
Carlos Manuel Marques da Silva (Lisboa, 10 de janeiro de 1949) é um político português, membro fundador da União Democrática Popular e candidato às eleições presidenciais portuguesas de 1991, apoiado pela UDP e PC(R),   tendo ficado em 4º lugar com 126 581 votos (2,57%).